# Корі Перрі
Корі Перрі (англ. Corey Perry; нар. 16 травня 1985, Тіміскамінг Шорез) — канадський хокеїст, крайній нападник клубу НХЛ «Тампа-Бей Лайтнінг». Гравець збірної команди Канади.
Олімпійський чемпіон 2010 та 2014. Володар Кубка Стенлі — 2007.

## Ігрова кар'єра

### Клубна
Хокейну кар'єру розпочав 2001 року виступами за «Лондон Найтс» (ОХЛ). Завдяки своїй грі 2003 року був обраний на драфті НХЛ під 28-м загальним номером командою «Майті Дакс оф Анагайм».
Дебют у складі «Майті Дакс оф Анагайм» відбувся 2005 року, правда частину дебютного сезону в НХЛ провів захищаючи кольори фарм-клубу «Портленд Пайретс» (АХЛ). Його партнером по фарм-клубу був Раєн Гецлаф: майбутній його партнер і по «качкам». Сезон завершив в складі «Анагайм».
У наступному сезоні 2006/07 Перрі зіграв всі 82 матчі в регулярному чемпіонаті, набравши 44 очка. Разом з Раєном Гецлафом і Дастіном Пеннером Корі утворив другу ланку «Анагайма», охрещену журналістами the «Kid Line» (Гецлафу і Перрі було по 21 року, тоді як Пеннеру 24). Ця трійка зуміла набрати в сукупності 147 очок за сезон.
У сезоні 2007/08 Перрі набрав на 10 очок більше, ніж в попередньому, зігравши при цьому на 12 матчів менше. Він був запрошений на Матч усіх зірок НХЛ (щоправда не відразу, а після відмови через травми інших хокеїстів).
Влітку 2008 Перрі підписує новий контракт з «Анагаймом», терміном на 5 років і вартістю в $ 26,625 мільйонів доларів — аналогічний тому, що був запропонований і підписаний Гецлафом роком раніше.
Проте, якщо в перші два роки в НХЛ Гецлаф був трохи яскравіше і результативніше, то в 2008/11 роках Перрі поступово вийшов на перший план і став головною зіркою не тільки «Анагайма», а й одним з найгрізніших нападників ліги.
Його зліт простежується за динамікою результативності в НХЛ, перманентно зростаючою в кожному новому сезоні. 2008/09 — лідер «Дакс» по голам (32) і другий за очками (72), 2009/10 — найкращий бомбардир команди з 76 очками, 2010/11 — найкращий снайпер НХЛ (і почесний приз Трофей Моріса Рішара в нагороду) з гросмейстерськими 50 шайбами за сезон і третій в лізі за очками (98).
Окрім Трофею Моріса Рішара, в 2011 році Корі отримав ще один індивідуальний приз, який вважається найбільш значущим в НХЛ — Пам'ятний трофей Гарта, як найкращий хокеїст року. Лігою були висунуті три кандидатури на цю нагороду — Перрі, Даніель Седін і Мартен Сан-Луї. Явного фаворита перед журналістським голосуванням, що визначав лауреата, не було, проте після оголошення його результатів серед хокейних уболівальників і експертів прокотилася хвиля критики. Багато хто вважав, що Корі незаслужено отримав цей приз, називаючи серед причин його тьмяну гру на початку сезону і загальний недостатньо високий рівень майстерності в порівнянні з попередніми власниками трофея. Багато в чому Перрі пощастило з отриманням «Гарта» в тому плані, що Сідні Кросбі отримав серйозну травму і відіграв лише половину чемпіонату, а у дворазового володаря трофею Олександра Овечкіна, настав невеликий спад в кар'єрі.
У сезоні 2011/12, чинний переможець Трофею Гарта набрав 60 очок в регулярному чемпіонаті і пропустив плей-оф.
Під час скороченого сезону 2012/13 через локаут, Перрі продемонстрував непогану гру, але в плей-оф «качки» поступились в серії «Детройт Ред Вінгз» 3:4. 18 березня 2013 року, Перрі підписав контракт на вісім років, відповідно до умов якого він заробить $ 69 мільйонів доларів.
Сезон 2013/14 виявився один з найкращих, про що свідчать 43 голи і 82 очка, що набрані в 81 грі. Перрі вдруге потрапив до першої команди всіх зірок НХЛ за підсумками сезону.
У сезоні 2015/16 вчетверте потрапив до матчу усіх зірок НХЛ.
У 2019 році, ставши вільним агентом, підписав річний контракт з «Даллас Старс». 13 листопада 2019 року Корі провів титсячну гру в НХЛ це сталось в матчі проти «Калгарі Флеймс» на «Скоушабенк-Седдлдоум» та став 340-м гравцем, який досяг такого результату. Регулярний сезон було призупинено через пандемію COVID-19.
2 серпня 2020 року сезон відновився матчами плей-оф, який відбувся в канадському Едмонтоні. На першщому етапі «зірки» здолали «Калгарі Флеймс». Перрі відіграв важливу роль в серії ставши асистентом на Джеймі Олексяка, який закинув переможну шайбу. На другому етапі також був чималий внесок в перемогу над «Колорадо Аваланч». Корі став асистентом переможного голу цього разу Денису Гур'янову в серії проти «Вегас Голден Найтс». У фіналі Кубка Стенлі «зірки» поступились «Тампа-Бей Лайтнінг». Незважаючи на сильні результати після сезону «Старс» не стали продовжувати контракт за що отримали шквал критики.
28 грудня 2020 року Перрі продовжив свою кар'єру, на правах вільного агента з «Монреаль Канадієнс». До основного складу «канадців» Корі потрапив через травму Джоела Арміа. 1 лютого 2021 року він набрав своє 800-е очко в кар'єрі, віддавши передачу Джеффу Петрі в матчі проти «Ванкувер Канакс». За підсумками регулярної першості Перрі набрав 21 очко. Плей-оф Кубка Стенлі «канадці» пройшли без проблем, лише у першому раунді знадобилось сім матчів проти «Торонто Мейпл Ліфс». У фіналі Кубка Стенлі «Канадієнс» поступились «Тампа-Бей Лайтнінг».
Після завершення сезону 2020–21 Перрі висловив бажання повторно підписати контракт з «Канадієнс». Однак генеральний менеджер Марк Бержевен відмовився запропонувати Перрі дворічний контракт.
Влітку 2021 року Корі перейшов до «Тампа-Бей Лайтнінг». Незабаром після початку сезону 2021–22 його призначили альтернативним капітаном. 23 листопада 2021 року Перрі вперше відзначився голом в матчі проти «Філадельфія Флаєрс».

### Збірна
У складі молодіжної збірної Канади чемпіон світу 2005 року.
У складі національної збірної Канади двічі став Олімпійським чемпіоном, володарем Кубка світу та чемпіоном світу.

## Нагороди та досягнення
- Трофей Реда Тілсона — 2005.
- Володар Кубка Джона Росса Робертсона в складі «Лондон Найтс» — 2005.
- Володар Кубка Стенлі в складі «Анагайм Дакс» — 2007.
- Учасник матчу усіх зірок НХЛ — 2008, 2011, 2012, 2016.
- Трофей Моріса Рішара — 2011.
- Пам'ятний трофей Гарта — 2011.
- Перша команда всіх зірок НХЛ — 2011, 2014.

## Статистика

### Клубні виступи
| 2001–02      | «Лондон Найтс»          | ОХЛ          | 60    | 28  | 31  | 59  | 56    | 12  | 2  | 3  | 5   | 30  |
| 2002–03      | «Лондон Найтс»          | ОХЛ          | 67    | 25  | 53  | 78  | 147   | 14  | 7  | 16 | 23  | 27  |
| 2003–04      | «Лондон Найтс»          | ОХЛ          | 66    | 40  | 73  | 113 | 98    | 15  | 7  | 15 | 22  | 20  |
| 2003–04      | «Цинциннаті Майті Дакс» | АХЛ          | —     | —   | —   | —   | —     | 3   | 1  | 1  | 2   | 4   |
| 2004–05      | «Лондон Найтс»          | ОХЛ          | 60    | 47  | 83  | 130 | 117   | 18  | 11 | 27 | 38  | 46  |
| 2005–06      | «Портленд Пайретс»      | АХЛ          | 19    | 16  | 18  | 34  | 32    | —   | —  | —  | —   | —   |
| 2005–06      | «Майті Дакс оф Анагайм» | НХЛ          | 56    | 13  | 12  | 25  | 50    | 11  | 0  | 3  | 3   | 16  |
| 2006–07      | «Анагайм Дакс»          | НХЛ          | 82    | 17  | 27  | 44  | 55    | 21  | 6  | 9  | 15  | 37  |
| 2007–08      | «Анагайм Дакс»          | НХЛ          | 70    | 29  | 25  | 54  | 108   | 3   | 2  | 1  | 3   | 8   |
| 2008–09      | «Анагайм Дакс»          | НХЛ          | 78    | 32  | 40  | 72  | 109   | 13  | 8  | 6  | 14  | 36  |
| 2009–10      | «Анагайм Дакс»          | НХЛ          | 82    | 27  | 49  | 76  | 111   | —   | —  | —  | —   | —   |
| 2010–11      | «Анагайм Дакс»          | НХЛ          | 82    | 50  | 48  | 98  | 104   | 6   | 2  | 6  | 8   | 4   |
| 2011–12      | «Анагайм Дакс»          | НХЛ          | 80    | 37  | 23  | 60  | 127   | —   | —  | —  | —   | —   |
| 2012–13      | «Анагайм Дакс»          | НХЛ          | 44    | 15  | 21  | 36  | 72    | 7   | 0  | 2  | 2   | 4   |
| 2013–14      | «Анагайм Дакс»          | НХЛ          | 81    | 43  | 39  | 82  | 65    | 13  | 4  | 7  | 11  | 19  |
| 2014–15      | «Анагайм Дакс»          | НХЛ          | 67    | 33  | 22  | 55  | 67    | 16  | 10 | 8  | 18  | 14  |
| 2015–16      | «Анагайм Дакс»          | НХЛ          | 82    | 34  | 28  | 62  | 68    | 7   | 0  | 4  | 4   | 6   |
| 2016–17      | «Анагайм Дакс»          | НХЛ          | 82    | 19  | 34  | 53  | 76    | 17  | 4  | 7  | 11  | 34  |
| 2017–18      | «Анагайм Дакс»          | НХЛ          | 71    | 17  | 32  | 49  | 71    | 4   | 0  | 0  | 0   | 8   |
| 2018–19      | «Анагайм Дакс»          | НХЛ          | 31    | 6   | 4   | 10  | 27    | —   | —  | —  | —   | —   |
| 2019–20      | «Даллас Старс»          | НХЛ          | 57    | 5   | 16  | 21  | 70    | 27  | 5  | 4  | 9   | 27  |
| 2020–21      | «Монреаль Канадієнс»    | НХЛ          | 49    | 9   | 12  | 21  | 39    | 22  | 4  | 6  | 10  | 25  |
| 2021–22      | «Тампа-Бей Лайтнінг»    | НХЛ          | 82    | 19  | 21  | 40  | 66    |     |    |    |     |     |
| Усього в НХЛ | Усього в НХЛ            | Усього в НХЛ | 1,176 | 405 | 453 | 858 | 1,285 | 167 | 45 | 63 | 108 | 238 |

### Збірна
| Рік                | Команда            | Турнір             | Місце              | І  | Г  | П  | О  | ШХ |
| ------------------ | ------------------ | ------------------ | ------------------ | -- | -- | -- | -- | -- |
| 2005               | Канада             | МЧС                | 1                  | 6  | 2  | 5  | 7  | 6  |
| 2010               | Канада             | ОІ                 | 1                  | 7  | 4  | 1  | 5  | 2  |
| 2010               | Канада             | ЧС                 | 7-е                | 7  | 2  | 4  | 6  | 2  |
| 2012               | Канада             | ЧС                 | 5-е                | 8  | 3  | 4  | 7  | 8  |
| 2014               | Канада             | ОІ                 | 1                  | 6  | 0  | 1  | 1  | 2  |
| 2016               | Канада             | ЧС                 | 1                  | 10 | 4  | 5  | 9  | 6  |
| 2016               | Канада             | КС                 | 1                  | 6  | 2  | 0  | 2  | 3  |
| Молодіжна збірна   | Молодіжна збірна   | Молодіжна збірна   | Молодіжна збірна   | 6  | 2  | 5  | 7  | 6  |
| Національна збірна | Національна збірна | Національна збірна | Національна збірна | 44 | 15 | 15 | 30 | 23 |